# Алиев, Рустам Аллахверды оглы
Рустам Аллахверды оглы Алиев (азерб. Rüstəm Allahverdi oğlu Əliyev; 16 сентября 1903, Сунниляр, Елизаветпольский уезд — 19 сентября 1974, Кировабад) — советский азербайджанский хлопковод, Герой Социалистического Труда (1948).

## Биография
Родился 16 сентября 1903 года в селе Сунниляр Елизаветпольского уезда Елизаветпольской губернии (ныне не существует, часть села Физули Самухского района).
В подростковом возрасте участвовал в создании колхозов, работал уполномоченным водным хозяйством села. С 1929 года — председатель колхоза «Красный Октябрь» Сафаралиевского района (позже Ханларского). Колхоз за время правления Алиева достиг высот. В 1939 году колхоз принял участие в Всесоюзной сельскохозяйственной выставке. Алиев заметно улучшил уровень жизни работников колхоза, в селе Сунниляр были построены клуб, баня, библиотека, новое здание колхоза, создана канализация. В дома жителей было проведено электричество и радио. В 1947 году получил урожай хлопка 85,53 центнера с гектара на площади 11,1 гектара. Позже директор Гёк-Гёльского заповедника. С 1968 года — на пенсии.
Указом Президиума Верховного Совета СССР от 10 марта 1948 года за получение в 1947 году высоких урожаев хлопка Алиеву Рустам Аллахверды оглы присвоено звание Героя Социалистического Труда с вручением ордена Ленина и золотой медали «Серп и Молот».
Активно участвовал в общественной жизни Азербайджана и Советского Союза. Член КПСС с 1932 года. Депутат Совета Национальностей Верховного Совета СССР 3-го созыва. Депутат Верховного Совета Азербайджанской ССР 2-го и 4-го созывов.
Скончался 19 сентября 1974 года в городе Кировабад Азербайджанской ССР.